# Article 32 de la Charte canadienne des droits et libertés
L'article 32 de la Charte canadienne des droits et libertés est un article de la Charte des droits de la Constitution du Canada qui en définit la portée et la mise en application. Les tribunaux ne peuvent utiliser la Charte canadienne qu'auprès des règles de droits ou des organisations qui sont soumis par l'article 32.

## Texte
« 32. (1) La présente charte s'applique :

a) au Parlement et au gouvernement du Canada, pour tous les domaines relevant du Parlement, y compris ceux qui concernent le territoire du Yukon et les territoires du Nord-Ouest;
b) à la législature et au gouvernement de chaque province, pour tous les domaines relevant de cette législature.

(2) Par dérogation au paragraphe (1), l'article 15 n'a d'effet que trois ans après l'entrée en vigueur du présent article. »

## Sphère d'application de la Charte
La Charte canadienne s'applique à une action ou à un organisme de cinq manières :
- aux actes législatifs et règlementaires;
- aux actions prises sous un acte législatif ou règlementaires;
- aux gouvernements par nature;
- aux organismes sous le contrôle du gouvernement; et
- aux politiques gouvernementales.

### Organisme contrôlé par le gouvernement
La notion d'organisme contrôlé par le gouvernement a été précisée dans l'arrêt Eldridge c. Colombie-Britannique (Procureur général).